# Палецкий, Фёдор Давыдович Пёстрый

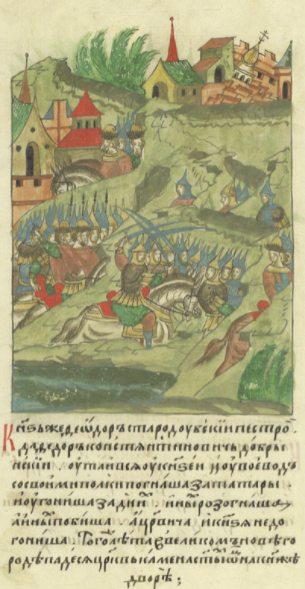
Фёдор Давыдович Пёстрый и Фёдор Константинович Добрынский преследуют татар

Князь Фёдор Давыдович Палецкий (Стародубский) по прозвищу Пёстрый — один из последних владетельных стародубских князей, перешедших на службу к великому московскому князю Василию II Васильевичу Тёмному и служившему Ивану III Васильевичу.
Родоначальник княжеского рода Пёстрые. Старший из четверых сыновей удельного князя стародубского Давыда Андреевича, основателя рода Палецких. Имел братьев, князей: Александра, Ивана и Дмитрия по прозванию Тулуп, родоначальника княжеского рода Тулуповы.

## Биография
Впервые упоминается в летописях под 1429 годом, когда великий князь московский Василий II Васильевич послал своих дядьёв, Андрея и Константина Дмитриевичей, на татар, разоривших и ограбивших окрестности Галича, Кострому, Плёс и Лух. Князья гнались за татарами до Нижнего Новгорода, но не догнали и оставили погоню. Тогда князь Фёдор Пёстрый с воеводой Фёдором Константиновичем Добрынским, «съвокупяся с своим дворы», тайком от братьев-князей бросились в погоню по Волге и «угониша зад их» за Нижним Новгородом, «побиша Татар и Бесермен и полон весь отняша, царевича и князя Али бабы не догониша».
Весной 1431 года был первым воеводой в походе на волжских и камских болгар, в результате чего окончательно разрушил их столицу Великий Булгар.

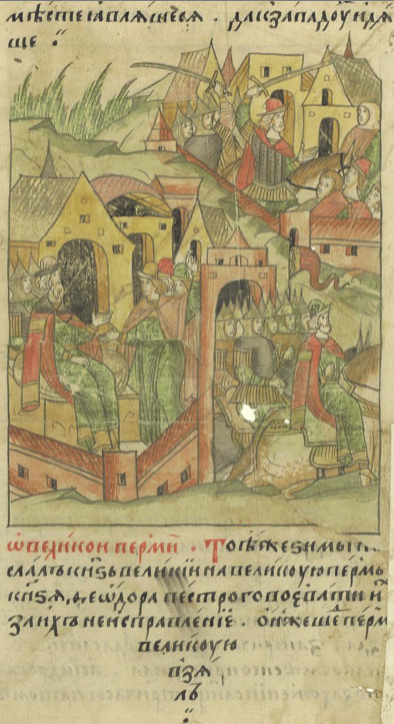
Чердынский поход Фёдора Палецкого Пёстрого

Зимой 1471—1472 годов, согласно ряду источников, Фёдора Пёстрого-старшего послали на камских пермяков, где подверглись нападению и оскорблениям московские люди, чтобы «воевати их [местные племена] за их неисправление». 9 апреля 1472 года «на Фоминой неделе в четверг», московские войска подошли к устью реки Чёрная, впадавшей в Весляну (левый приток Камы), и «оттуду поиде на плотах и с конми» дальше, в Пермскую землю, а затем сухим путём, на конях — за Каму, на Чердынь, на пермского князя Михаила Ермолаевича. Решительное сражение произошло на реке Колва, впадающей в Вишеру (левый приток Камы): в плен был взят пермский воевода Кач, после чего был занят Искор — главное святилище пермяков. На слиянии Колвы и её притока Покчи князь Фёдор Пёстрый поставил острог и «приведе всю землю за великого князя», а князя Михаила и пленных его воевод с трофеями отослал в Москву, известие же о победе достигло столицы 26 июня.

## Семья
От брака с неизвестной имел пять сыновей. Трое из них носили прозвище Гундор, от них пошёл княжеский род Гундоровых.
- Князь Фёдор Фёдорович Пеструха (Весноватый) — воевода. Вероятно, именно он в 1472 году был покорителем Великой Перми. В 1492 и 1495 годах участвовал в новгородских государевых походах, бездетный.
- Князь Иван Фёдорович Большой и Образец — воевода Ивана III и Василия III, у А.Б. Лобанова-Ростовского упомянут с прозвищем Меньшой[2].
- Князь Андрей Фёдорович Большой Гундоров — сын боярский, сопровождал в 1495 году княжну Елену Ивановну, дочь великого московского князя Ивана III в Литву для бракосочетания с великим литовским князем Александром Ягеллончиком, в 1500 году находился в числе свадебного поезда на бракосочетании князя Василия Даниловича Холмского и дочери великого князя Ивана III — княжны Феодосии Ивановны, в 1501 году воевода войск правой руки, бездетный[2].
- Князь Андрей Фёдорович Большой Гундоров — в 1500 году воевода в Казанском походе[2].
- Князь Андрей Фёдорович Меньшой Гундоров — упомянут в родословных книгах[2].

## Критика
Историк и специалист по эпохе Ивана III Ю. Г. Алексеев указывал на весьма преклонный возраст князя в 1472 году и ставил под сомнение его участие в дальнем изнурительном походе. Ссылаясь на Ермолинскую летопись, где отчество воеводы в Чердынском походе указано как Фёдорович, он считал, что поход возглавлял сын князя Фёдора Давыдовича — князь Фёдор Фёдорович Пёстрый, называемый в родословцах также Пеструхой.
В 1472 году, согласно Никоновской летописи, князь Фёдор Пёстрый ходил с коломенцами к Алексину, куда подошёл с большим войском хан Ахмат, затем встречал византийскую царевну Зою Палеолог, будущую великую княгиню московскую Софью Фоминичну. Возможно, и эти сообщения относятся к его сыну.

## В искусстве
Князь Фёдор Давыдович является одним из основных героев романа Алексея Иванова «Сердце пармы». В экранизации романа его роль сыграл Виталий Кищенко.